# هتل ۵۲
هتل ۵۲ (لهستانی: Hotel 52) یک مجموعه تلویزیونی درام لهستانی است که در سال ۲۰۱۰ منتشر شد و تماشاگران فراوانی را به خوب جلب کرد.

## بازیگران

### کارکنان هتل
- مارک بوکوفسکی
- ماگدالنا چلتسکا
- فیلیپ بوبک
- کامیل کولا
- ورونیکا روساتی
- کلاودیا هالیچو
- ماگدالنا لامپارسکا
- کشیشتوف کفیاتکوفسکی
- یاکوب مازورک
- لوتسینا مالِـتس
- ماگدالنا استوژینسکا-براوئر
- ماچئی موسیاو
- کارولینا نولبژاک
- پیتر جی. لوکاس
- آنا کارچمارچیک
- یاکوب ویچورک
- سواوُمیر
- ماچئی دانتسویچ
- پیوتر یاکوفسکی
- لائورا سامویوویچ
- رافائو کرولیکوفسکی
- دومینیکا بدنارچیک
- یان ویچورکوفسکی
- مارچین بوساک
- پشمیسواف سادوفسکی
- لخ ماتسکیه‌ویچ
- یاتسک کومان
- دوروتا کولاک
- کینگا ایلگنر
- ماوگوژاتا پوتوتسکا
- سواوومیرا وژینسکا
- زبیگنیف استرئی
- یوستینا واشیلفسکا
- مونیکا مروزوفسکا
- الکساندرا پولووفسکا
- گابریل پیتروفسکی
- برونیسواف وروتسوافسکی
- ایرنئوش چوپ
- مارتا یوراس
- میلنا مایفسکا
- پاوئو توماشفسکی
- آدا فی‌یاو
- ماگدالنا کومورک
- الگا بووانچ
- ماریتا ژوکوفسکا
- ماژنا تریباوا
- روبرت کوراش
- رافائو زاویروخا
- پیوتر رنکاویک
- آنتونی پارادوفسکی
- کریستیان کوکووکا
- هلنا سویتسکا
- آملیا چایا

### برخی مهمانان هتل

#### فصل اول
- آندژی پرسیگس
- توماش ددک
- کامیلا بار
- آنا ساموشونک
- پائولینا خروشچل
- ماتئوش دامینتسکی
- پیوتر فرونچوسکی
- پیوتر بوروفسکی
- آدام تسیفکا
- پاوئو کلشچ
- آرتور یانوشاک
- آرکادیوش دِتمر
- لشک تله‌شینسکی
- کاتاژینا گالیتسا
- اوروشولا گرابوفسکا
- ماوگوژاتا زایاژکوفسکا
- توماش کارولاک
- یاتسک بورکوفسکی
- یان فریچ
- پیوتر استراموفسکی
- مارتا خودوروفسکا
- روبرت کوزیرا
- ویتولد دنبیتسکی
- کارولینا پیخوتا
- مونیکا اوبارا
- لِـسواف ژورک
- اِوا تِـلِـگا
- آندژی کونوپکا
- میخاو مِـیِر
- آنا ماتیشاک
- توماش تیندیک

#### فصل دوم
- اوا ژنتک
- کاتاژینا آنکودوویچ
- ورونیکا کشیانژکیه‌ویچ
- مارچین روگاتسویچ
- ناتالیا لش
- ماگدالنا امیلیانوویچ
- کارینا سورین
- مارک لواندوفسکی
- داوید زاوادزکی
- مودست روچینسکی
- دوبرومیر دیمتسکی
- ماریوش درنژک
- توماش اشتوکینگر
- یان مونچکا
- آندژی گائوا
- آرتور جورمان
- ماریا مامونا
- روبرت چبوتار
- ماگدالنا اسمالارا
- میخاو رولنیتسکی
- پاتریتسیا دورسکا
- میخالینا سوسنا
- ماوگوژاتا فورمنیاک
- ماوگوژاتا پیچینسکا
- لشک لیخوتا
- یولیا کیوفسکا
- ماگدالنا گورسکا
- آنا ماریا بوچک
- آنا گریتسویچ
- یاتسک پونیه‌جاویک
- گژگوش دامینتسکی
- رافائو چیه‌شینسکی
- پیوتر میازگا
- ماگدالنا چروینسکا
- اِوا اسکیبینسکا
- یولیا گرنت-اسکات
- داگمارا بونک

#### فصل سوم
- پیوتر روگوتسکی
- ماریا نیکلینسکا
- کاتاژینا ماچونگ
- بارتومیئی شویدرسکی
- میلنا سوشینسکا
- کشیشتف ایبیش
- آنا پروس
- یولانتا ژوئوموفسکا
- مونیکا کشیفکوفسکا
- پشمیسواف استیپا
- پیوتر گرابوفسکی
- رناتا پنکول
- ووکاش گارلیتسکی
- پیوتر شیفکیـِویچ
- آنا کوژیک
- مارتا ژمودا تژبیاتوفسکا
- لائورا برژکا
- آنا رومانتوفسکا
- کاتاژینا پاکوشینسکا
- پائولینا خاپکو
- کارولینا خاپکو
- کاتاژینا کویاتکوفسکا
- کریستین ویـِچورِک
- یان یانکوفسکی
- آلدونا یانکوفسکا

#### فصل چهارم
- ناتالیا ریبیتسکا
- آگنیشکا پاپیولویچ
- ایلونا اوستروفسکا
- پاوئو واوژتسکی
- کاتاژینا فیگورا
- کشیشتف استلماژیک
- گابریلا اوبربک
- کایا پاسخالسکا
- پاوئو دوماگاوا
- اوا گاوریلوک
- اِوا کائیم
- آنا گزیرا
- یوانا یژفسکا
- آگنیشکا وُسینسکا
- کاتاژینا وارنکه
- توماش بورکوفسکی
- آندژی دِسکور

#### فصل پنجم
- سواوومیر اوژخوفسکی
- یولانتا فراشینسکا
- پیوتر گونسافکی
- سزاری ژاک
- الژبیتا یودوئوفسکا
- اِوِلینا سرافین
- بارتومیئی کاسپشیکوفسکی
- کارولینا گورچیتسا
- بارتوش ژوکوفسکی
- النا لشچینسکا
- دوروتا خوتتسکا
- آنا پولونی
- آندژی نیمیرسکی
- اوا کوتینیا
- یاتسک کرول
- آگنیشکا پاوئوکیه‌ویچ
- میروسواف هانیشفسکی
- ویولتا آرلاک
- پشمیسواف بلوشچ
- سزاری ووکاشویچ
- دوروتا ناروشویچ
- لئون خارِویچ
- پاوئو کرولیکوفسکی
- گژگوش ماوِتسکی
- ووادیسواف گِژیوْنا

#### فصل ششم
- آنیتا سوکووفسکا
- رومن بوگای
- آگنیشکا شینکیه‌ویچ
- آگنیشکا یودیتسکا
- یژی شیبال
- الژبیتا رومانوفسکا
- یولیا ویشینسکا
- پیوتر پولک
- اِوا وِنتسل
- آنتا زایونتس
- ماریا گورالچیک
- یوآنا کورونیوسکا
- آنا کرت
- رافائو ماچکوویاک
- آنا چیِشلاک
- رادوسواف پازورا
- الکساندر میکووایچاک
- کاتاژینا سافچوک
- هانا اشلشینسکا
- آندژی پیچنسکی
- ماریا پاووئوفسکا
- روبرت گونرا
- میخاو پیلا
- آنا رادوان
- پیوتر شفدس
- ماچئی روباکیویچ
- سواوومیر سولِـی

#### فصل هفتم
- توماش کارولاک
- کاتسپر کوشفسکی
- کاتاژینا کووچک
- ماچئی یاخوفسکی
- بئاتا شچیباکوفنا
- گراژینا بوئنتسکا-کولسکا
- کارولینا نولبژاک
- یولیا رُسنوفسکا
- زبیگنیف سوشنسکی
- بئاتا خروشچینسکا
- سزاری پازورا
- رافائو مور
- داریوش شیاستاچ
- مارتا کلوبوویچ
- دومنیکا اوستاووفسکا
- یولیا کامینسکا
- مارچین هیکنار
- ماوگوژاتا زایاژکوفسکا
- آنا شارک
- کامیلا کامینسکا
- ادیتا اولشوفکا
- الکساندرا کیسیو
- آگنیشکا وارخولسکا
- کاتاژینا فیگورا
- آگنیشکا کاویورسکا
- میکلای کراوچیک
- آلکساندرا آدامسکا
- پیوتر چیرووس